# لارس آلفورس
لارس آلفورس(۱۸ آوریل ۱۹۰۷–۱۱ اکتبر ۱۹۹۶) ریاضی‌دان مشهور فلاندی است که در زمینه آنالیز مختلط و دیگر مسائل ریاضی تخصص داشت.

## زندگی شخصی و علمی
او در هلسینکی به دنیا آمد و مادرش در جریان تولد او از دنیا رفت. او از سال ۱۹۲۴ تا ۱۹۲۶ در دانشگاه هلسینکی درس می‌خواند او دکترای خود را در ۱۹۳۰ از دانشگاه هلسینکی گرفت. او از اساتید دانشگاه صنعتی هلسینکی بود. او از سال۱۹۳۳ تا ۱۹۳۶ در دانشگاه هلسینکی کار می‌کرد. او یکی از اولین نفراتی بود که جایزه فیلدز را دریافت کرد (در اصل اولین نوبت تقدیم جایزه به ریاضی دانان برتر، جایزه به دو نفر جس داگلاس و لارس آلفورس در سال ۱۹۳۶ تعلق گرفت). او در سال ۱۹۳۵ از دانشگاه هاروارد دیدن کرد و ۱۹۳۸ به دانشگاه هلسینکی بازگشت وهمان سال درجه استادی به او اعطا شد. او از خدمت سربازی برای ارتش فلاند معاف شد و در ۱۹۴۴ به انستیتو تکنولوژی فدرال زوریخ رفت ولی در نهایت آنجا را ترک و در سال ۱۹۷۷ به دانشگاه هاروارد رفت ولی رابطه خود را با موسسات معروف زیادی از جمله مؤسسه مطالعات پیشرفته حفظ کرد. او آثار ریاضی زیادی ازجمله کتاب آنالیز مختلط در سال ۱۹۶۰ نوشته‌است و در زمینه‌های دیگر مانند هندسه همدیس تحقیقاتی داشته‌است. او سه دختر داشت.